# Zourah Ali
Zourah Ali (sinh ngày 23 tháng 11 năm 1994 tại Ali Sabieh, Djibouti) là một vận động viên người Djibouti. Cô đã thi đấu tại Thế vận hội Mùa hè 2012 trong nội dung 400m, cô đã hoàn thành trong 1: 05,37 phút. Cô ấy đã không đặt đủ cao trong lượt thi của mình để đủ điều kiện vào bán kết khi cô ấy kết thúc ở vị trí thứ 44 và với lần thứ hai chậm nhất trong cuộc đua đó. Sau Thế vận hội, Zourah được bảo vệ bởi Lực lượng Vệ binh Cộng hòa, là chi nhánh của quân đội bảo vệ tổng thống. Zourah là vận động viên nữ duy nhất cho Lực lượng Vệ binh Cộng hòa trong một thời gian, nhưng với việc bổ sung các vận động viên như Kadra Mohamed Dembil, họ đã mở rộng đội nữ của họ. Cô là người cầm cờ cho Djibouti tại lễ khai mạc.